# Trương Bảo Cao
Jang Bo-go (hangul: 장보고; Hán Việt: Trương Bảo Cao; sinh 787- mất 846) là nhân vật lịch sử người Triều Tiên sống vào cuối thời vương quốc Silla thống nhất. Ông đã thành lập một hạm đội đặt căn cứ tại Cheonghaejin (Thanh Hải trấn) nay thuộc Wando (Hoàn đảo), Jeonlla nam. Từ đây, ông đã kiểm soát trên thực tế Hoàng Hải và bờ biển Triều Tiên giữa tây nam Triều Tiên và bán đảo Sơn Đông, thống trị thương mại, bảo trợ cho các thuyền buôn đi lại giữa nhà Đường (Trung Quốc), Tân La (Triều Tiên) và Nhật Bản (Thời kỳ Heian) trong 20 năm. Danh tiếng của ông được nhắc đến trong lịch sử Triều Tiên, Trung Quốc và Nhật Bản.	

## Xuất thân
Trương Bảo Cao là con trai của một người lái thuyền tên là Trương Bá Dực (장백익, 張伯翼). Tên thời thơ ấu của anh là Gungbok (궁복, Kun-tô, âm Hán-Việt: Cung Phúc - 弓福, có nghĩa là người bắn cung giỏi), ông rất giỏi võ thuật và bơi giỏi từ khi còn nhỏ. Với nguồn gốc Cheonmin của mình, ông biết rằng mình không thể trở thành tướng ở Tân La nên đã chuyển đến nhà Đường, gia nhập quân đội và đổi tên thành Jang Bogo (Trương Bảo Cao). Sau này, khi biết được rằng người dân Tân La đang phải chịu nạn cướp biển hoành hành nên đã hồi hương.
Ba nguồn tài liệu về cuộc đời của ông là Tân Đường thư của Trung Quốc, Tục Nhật Bản Hậu kỷ của Nhật Bản, và Tam quốc Sử ký của Hàn Quốc, trong đó có tiểu sử tóm tắt về Trương Bảo Cao được biên soạn ba thế kỷ sau khi ông qua đời. Tiểu sử kể rằng Trương Bảo Cao tinh thông võ thuật và tuyên bố rằng bạn đồng hành của Trương Bảo Cao là Trịnh Niên (Jeong Yeon, 정년, 鄭年) có thể bơi 5 li (khoảng 2,5 km) dưới nước mà không cần lấy hơi. Lịch sử còn ghi lại rằng khi còn trẻ, hai người bạn đồng hành, Trương Bảo Cao và Trịnh Niên, đã đến nhà Đường ở Trung Quốc.
Khi đó nhiều người Tân La ở nhà Đường nhờ thi cử để được làm quan ở nhà Đường. Còn Trương Bảo Cao và Trịnh Niên thì dùng cách khác để thăng tiến. Kỹ năng cưỡi ngựa và sử dụng giáo của họ đã sớm giúp họ được thăng quan tiến chức. Cả hai đều lập công trong việc cứu tướng Đường là Vương Trí Hưng ra khỏi vòng vây của phản quân Lý Sư Đạo vào năm 817. Trương Bảo Cao và Trịnh Niên được vua Đường Hiến Tông phong là Võ Ninh quân tiểu tướng (武寧軍小將) (thuộc tỉnh Giang Tô ngày nay). Trong tác phẩm Phàn Xuyên văn tập của nhà thơ Đỗ Mục đời Đường có chép rằng nhà Đường phong cho Trương Bảo Cao chức Thiếu tướng của Vũ Ninh quân (Vũ Ninh nay là Từ Châu, tỉnh Giang Tô) lúc ông 30 tuổi. Sau đó hai người tiếp tục cùng Vũ Ninh quân giao tranh với phản quân Lý Sư Đạo đến năm 819 thì dẹp yên Lý Sư Đạo. Trương Bảo Cao được vua Đường Hiến Tông phong làm Đại tướng Vũ Ninh quân nhưng ông từ chối nhận chức quan, giải ngũ mà trở về tiếp tục làm thương gia ở nhà Đường. Trịnh Niên ở lại làm Đại tướng Vũ Ninh quân.

## Đỉnh cao quyền lực
Vào thế kỷ thứ 9, hàng nghìn người dân Tân La đang sống ở nhà Đường, chủ yếu tập trung vào các hoạt động buôn bán ở các tỉnh ven biển Sơn Đông và Giang Tô, nơi họ thành lập các cộng đồng Tân La của riêng mình, thường do các quan chức người Tân La lãnh đạo. Những người Tân La giàu có (bao gồm cả chính Trương Bảo Cao) thậm chí còn thành lập các ngôi chùa Phật giáo thời Tân La trong khu vực Giang Tô và Sơn Đông, được cho là có liên quan đến nhà sư Nhật Bản Ennin - nguồn tài liệu hiếm hoi về Trương Bảo Cao. Trong số những ngôi chùa đó có một ngôi chùa nổi tiếng là chùa Pháp Hoa Viện trên núi Xích Sơn thuộc tỉnh Sơn Đông của nhà Đường. Ông cho xây dựng ngôi chùa này là để cầu xin chư Phật bảo hộ sự nghiệp buôn bán trên biển của ông được thịnh đạt. Ông chịu hết mọi phí tổn về y phục, lương thực,... cho sư tăng tại đây (tuy nhiên vào những năm 844 - 845, vua Đường Vũ Tông gây ra Họa Tam Vũ, đã phá gần hết các ngôi chùa do Trương Bảo Cao xây). Khi đó Trương Bảo Cao đã thống nhất người Tân La sống dọc theo bờ biển Sơn Đông và vùng Đại Vận Hà lại, cùng họ tạo nên mối liên kết buôn bán với nhau. Nỗ lực của Trương Bảo Cao bấy giờ nhằm tạo ra sức mạnh kinh tế dựa trên hoạt động thương mại và ảnh hưởng của Phật giáo.
Rõ ràng, khi ở nhà Đường, Trương Bảo Cao đã trở nên tức giận trước cách những người đồng hương bị đối xử trong tình trạng bất ổn vào cuối đời Đường. Họ thường trở thành nạn nhân của những tên cướp biển ven biển hoặc những tên cướp nội địa. Trên thực tế, người Tân La đã trở thành mục tiêu ưa thích của bọn cướp. Chúng bán những người bị bắt làm nô lệ. Năm 823, vua Đường Mục Tông mới ban hành một sắc lệnh ngăn chặn việc buôn bán nô lệ và ra lệnh trao trả tất cả những người Tân La bị bắt cóc về Tân La. Ngay sau khi trở về Tân La vào khoảng năm 825, khi đang sở hữu một hạm đội tư nhân đáng gờm tại Thanh Hải trấn (Cheonghaejin, này là Wando), Trương Bảo Cao đã thỉnh cầu vua Hưng Đức Vương (cai trị 826 -836) của Tân La thành lập một đồn trú hàng hải lâu dài để bảo vệ các hoạt động buôn bán của Tân La ở Hoàng Hải. Hưng Đức Vương đồng ý và vào năm 828 chính thức thành lập trấn Thanh Hải (Cheonghae, 淸海, nghĩa là "Biển được thanh lọc" hoặc "Biển xanh").

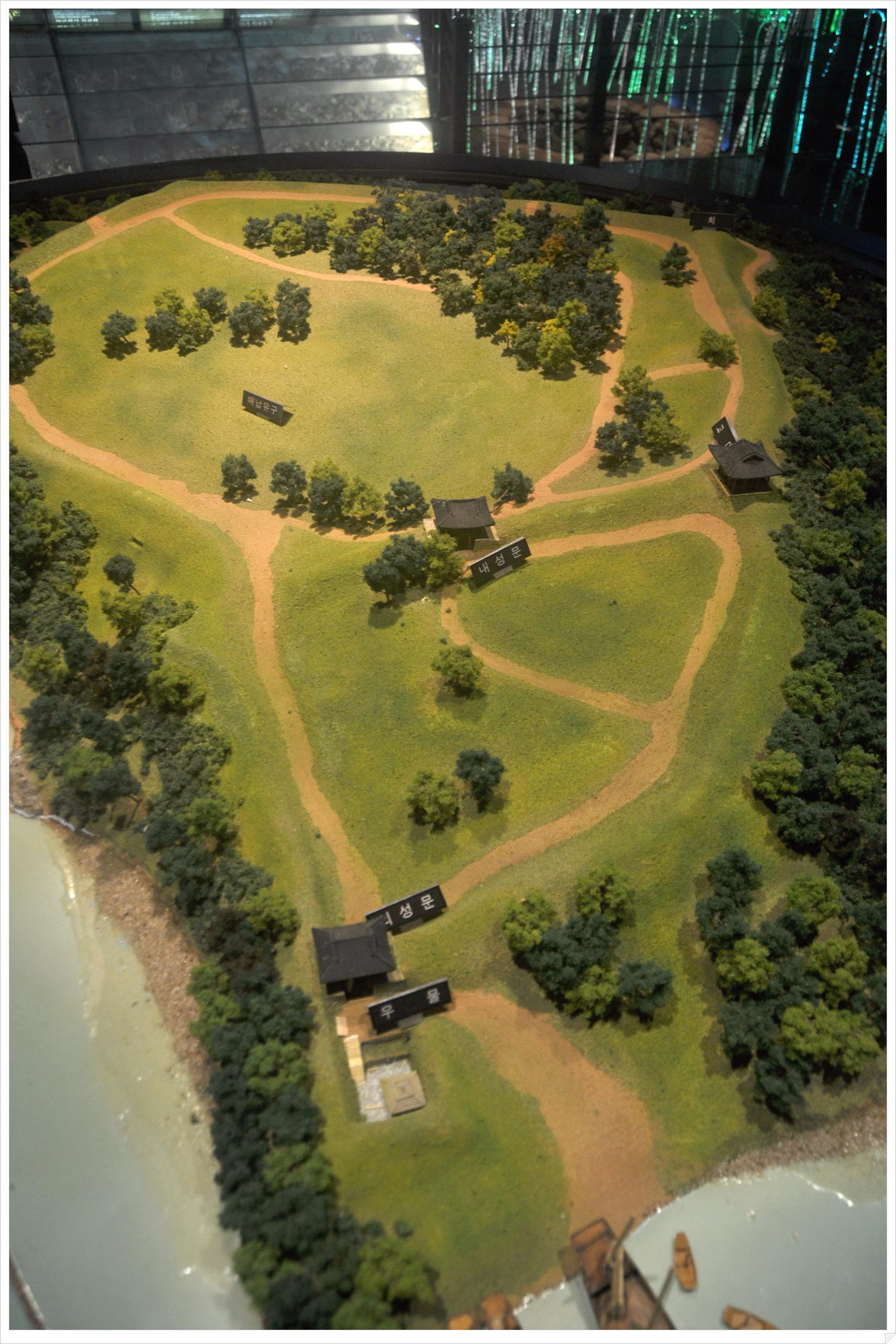
Mô hình Thanh Hải trấn (Cheonghaejin) của Trương Bảo Cao

Đồn trú được đặt tại nơi ngày nay là đảo Wando ngoài khơi tỉnh Nam Jeolla của Hàn Quốc. Samguk Sagi kể thêm rằng Hưng Đức Vương đã giao cho Trương Bảo Cao một đội quân gồm 10.000 người để thiết lập và điều khiển các công trình phòng thủ cướp biển. Về sau Trương Bảo Cao sử dụng doanh trại ở Thanh Hải như là một cơ sở để thống trị nền chính trị Tân La vào giữa thế kỷ thứ 9. Những tàn tích của đồn Thanh Hải (Cheonghae) vẫn có thể được tìm thấy trên hòn đảo Trương Bảo Cao ngay ngoài khơi bờ biển phía nam của Wando. Trương Bảo Cao đã nhiều lần mở các đợt tấn công tiêu diệt cướp biển trên biển Hoàng Hải vào các năm 826, 827, từ năm 829 đến năm 835.
Trương Bảo Cao bắt đầu thiết lập bộ thương mại cho buôn bán, bộ chính trị lo dân sinh và bộ quân sự lo phòng thủ cho Thanh Hải. Trương Bảo Cao đã thành lập một lâu đài nhỏ và một căn cứ quân sự ở Garipo thuộc đảo Thanh Hải. Việc thành lập đồn Thanh Hải (Cheonghae) đánh dấu đỉnh cao sự nghiệp của Trương Bảo Cao. Từ lúc đó, ông ta có thể được nhìn thấy trong bối cảnh nhiều lãnh chúa tư nhân phát sinh bên ngoài kinh đô Kim Thành của Tân La, những người thường được hậu thuẫn bởi những đội quân tư nhân đáng gờm. Lực lượng của Trương Bảo Cao, mặc dù trên danh nghĩa là do vua Tân La để lại, nhưng thực tế lại nằm dưới sự kiểm soát của chính ông ta. Trương Bảo Cao trở thành trọng tài thương mại và hàng hải tại Thanh Hải, thành lập mạng lưới buôn bán trên biển Hoàng Hải giữa nhà Đường, Tân La và Nhật Bản.
Thanh Hải trấn được độc lập về kinh tế, quân sự, và hành chính; và nó trở thành trung tâm của một mạng lưới buôn bán quốc tế. Với thế lực này, Trương Bảo Cao bảo đảm sự an toàn của đảo Thanh Hải, biến nó thành nơi trung gian cho các giao dịch thương mại trên biển Đông Á bấy giờ. Thanh Hải trấn đã rất thành công trong nhiệm vụ của mình; nó duy trì mối quan hệ thương mại mạnh mẽ với các cảng thương mại của nhà Đường và Nhật Bản và bảo vệ thành công thương nhân Tân La và cư dân ven biển khỏi hải tặc. Trương Bảo Cao đã gửi các đoàn người gọi là Hoyeoksa (호역사) cho các hoạt động giao dịch và trao đổi văn hóa giữa Tân La với các nước. Người Nhật Bản (đời Thiên hoàng Junna) đến Thanh Hải trấn xin Trương Bảo Cao chỉ họ cách đóng tàu bè đi xa vì kỹ thuật đóng tàu của người Nhật Bản lúc này còn hạn chế. Trương Bảo Cao đưa thợ giỏi ở Thanh Hải dạy cho các thương thuyền Nhật Bản cách đóng tàu kiên cố, có thể đi xa từ Nhật Bản đến nhà Đường được. Từ đó về sau người Nhật dần biết cách đóng tàu chuyên nghiệp và mấy thế kỷ sau đưa tàu đi xâm lược lại bán đảo Triều Tiên (1592 - 1598).
Tài liệu hiếm hoi về Trương Bảo Cao và đội quân đồn trú của ông ta đến từ nhật ký Nhập Đường cầu pháp tuần lễ hành ký (入唐求法巡礼行記) của nhà sư Nhật Bản tên là Ennin (Jikaku), người vào năm 838 đã hành hương đến nhà Đường để tìm kinh Phật và dựa vào khả năng hàng hải của Trương Bảo Cao (do tàu sản xuất tại Thanh Hải của Trương Bảo Cao tốt hơn tàu sản xuất tại Nhật Bản) để đến nhà Đường ở Trung Quốc và trở lại. Bằng chứng rõ ràng nhất về sự giàu có của Trương Bảo Cao là sự can dự của ông vào triều đình Tân La - vốn đầy biến động và nhiều bè phái.

## Ảnh hưởng chính trị
Vào thời điểm đó, tiềm lực to lớn của quân đội Trương Bảo Cao đã mang lại cho ông quyền lực to lớn trong chính trị. Về mặt quân sự, ông đủ mạnh để lật đổ nhà nước và tự mình trở thành vua nếu muốn. Trương Bảo Cao thường bị các thành viên hoàng gia Tân La ghét bỏ do vị thế to lớn cùng với xuất thân tầm thường của ông.
Năm 836 vua Hưng Đức Vương mất, Kim Quân Trinh đang làm lễ đăng cơ thì bị Kim Minh, Kim Đễ Long và quân đội Bột Hải tập kích giết chết. Con của Kim Quân Trinh là Kim Hựu Trưng đào thoát đến Thanh Hải của Trương Bảo Cao. Ngôi vua Tân La vào tay của Kim Đễ Long, tức là vua Tân La Hi Khang vương. Sau đó Kim Minh hại chết vua Tân La Hi Khang vương rồi tự làm vua Mẫn Ai vương vào năm 838. Triều đình Tân La sái sứ sang nhà Đường yêu cầu dừng buôn bán với Thanh Hải trấn của Trương Bảo Cao. Kim Dương, người khi đó đang ẩn mình trên một ngọn núi gần kinh đô, đã nghe thấy các tin tức rồi đến Thanh Hải trấn (Cheonghaejin) quy thuận Kim Hựu Trưng và Trương Bảo Cao. Kim Dương kể cho Kim Hựu Trưng về các sự kiện và thuyết phục ông ta trả mối thù này.
Kim Hựu Trưng hỏi Trương Bảo Cao (Jang Bogo) giúp mình tận dụng sự rối loạn của đất nước để đưa mình lên làm vua, chiếm lấy ngai vàng từ kẻ chiếm đoạt (vua Tân La Mẫn Ai Vương) đã giết cha của Kim Hựu Trưng. Trương Bảo Cao trả lời rằng:
“Người xưa có một câu nói: "Thấy điều đúng mà không làm là thiếu can đảm". Dù không có khả năng nhưng tôi sẽ tuân theo mệnh lệnh của ngài."
Sau đó, Jang phái một lực lượng gồm 5000 người dưới quyền sự chỉ huy của người bạn đồng hành và cố vấn thân cận nhất của anh ấy là Trịnh Niên (Jeong Yeon, người cũng vừa trở về từ nhà Đường) để ủng hộ yêu sách của Kim Hựu Trưng. Quân đội của Trương Bảo Cao nhanh chóng đánh chiếm Võ Trân châu (Mujiju, nay là Muju), sau đó vượt qua Nam Nguyên (Namwon) đến Đại Khâu (Daegu). Trương Bảo Cao chia quân đi vòng đường biển đánh thẳng vào kinh đô Kim Thành (Gyeongju, nay là Gyeongsang), còn mình thì chỉ huy 5000 quân đánh tan quân đại quân triều đình Tân La 100.000 quân ở Đại Khâu (Daegu). Kinh đô Kim Thành bị quân đội của Trương Bảo Cao chiếm đóng vào đầu năm 839. Các tỉnh thành khác của Tân La đều quy thuận Trương Bảo Cao. Vua Mẫn Ai vương bị Kim Dương giết chết. Kim Hựu Trưng lên ngôi vua vào tháng 4 n8m 839, tức là vua Tân La Thần Vũ vương. Vua Tân La Thần Vũ vương phái sứ sang nhà Đường xin tái lập buôn bán với Thanh Hải trấn của Trương Bảo Cao.
Sau thành công của cuộc đảo chính này, Trương Bảo Cao trở thành Tể tướng của Tân La, lo trị an dân chúng Tân La, đồng thời kiêm chức Đại tướng của Cấm Vệ Quân và có quyền thu thuế 2000 hộ dân (gọi là Sikup: thực ấp). Tuy nhiên vua Tân La Thần Vũ vương làm vua đến tháng 7 năm 839 thì qua đời khiến cho Trương Bảo Cao mất đi chỗ dựa lớn nhất trong triều đình Tân La. Con của Tân La Thần Vũ vương là Kim Khánh Ưng lên kế vị, tức là vua Tân La Văn Thánh vương.
Những năm đầu trị vì của vua Tân La Văn Thánh vương đánh dấu bằng các hoạt động thương mại giữa Tân La với cả Nhật Bản (đời Thiên hoàng Ninmyō) và nhà Đường (đời vua Đường Văn Tông, Đường Vũ Tông, Đường Tuyên Tông). Điều này có được là do vai trò to lớn của Trương Bảo Cao (Jang Bogo) trong việc bảo đảm các tuyến vận chuyển chính.
Trương Bảo Cao khi đó đã gả con gái thứ hai của mình là Trương Huệ Anh (장혜영, 張惠英) cho Kim Thành Hải (김성해, 金成海) của gia tộc Kim Hải Kim Thị (김해 김씨, 金海 金氏). Trương Huệ Anh hạ sinh cháu trai là Kim Đĩnh Triết (김정철, 金挺喆) cho con rể Kim Thành Hải của ông. Mối quan hệ giữa Trương Bảo Cao và gia tộc Kim Hải Kim Thị càng lúc càng thắt chặt khiến quý tộ Tân La lo lắng.
Việc Trương Bảo Cao phát triển Thanh Hải trấn (Cheonghae) thành trung tâm mậu dịch lớn của Tân La suốt 19 năm qua đã bị nhiều quý tộc hàng hải nhỏ Tân La của các tầng lớp xã hội phẫn nộ vì họ đã mất lợi nhuận từ các giao dịch hàng hải tư nhân ở Thanh Hải.

## Cái chết
Lời kể về cái chết của Trương Bảo Cao đến từ Tam quốc Sử ký. Năm 845, Trương Bảo Cao đi quá xa khi định gả con gái lớn của mình là Trương Nghĩa Anh cho vua Tân La Văn Thánh vương (cai trị 839-857). Các phe phái quý tộc tại triều đình, chắc chắn đã chán ngấy với những mưu mô của Trương Bảo Cao, do đó họ đã âm mưu giết chết ông ta. Tam quốc Di sự, một cuốn sách cuối thế kỷ 13 của Cao Ly, kể rằng vua Tân La Văn Thánh vương bị các quý tộc (trong đó có Kim Dương) gây áp lực buộc phải từ chối cuộc hôn nhân và kết quả là Trương Bảo Cao bắt đầu âm mưu chống lại nhà vua. Không rõ vua Tân La hay tầng lớp quý tộc đứng sau cái chết của Trương Bảo Cao. Tuy nhiên, cả Tam quốc Sử ký và Tam quốc Di sự đều kể rằng vào năm 846, Trương Bảo Cao bị ám sát tại trụ sở đồn trú Cheonghae của mình bởi trưởng lão Diêm Trường (Yeomjang, 염장, 閻長), một sứ giả từ triều đình Tân La, người đã giấu một con dao trong quần áo của mình. Có tài liệu ghi chép rằng Diêm Trường từng là thuộc hạ cũ của Trương Bảo Cao, do có những hành động buôn bán nô lệ nên ông ấy từng bị Trương Bảo Cao xử phạt rất nặng, nay vì hận cũ mà đến hại Trương Bảo Cao.
Diêm Trường giành được lòng tin của Trương Bảo Cao bằng cách giả vờ rằng ông ấy đã trốn khỏi kinh đô Tân La vì tội phản quốc. Trương Bảo Cao đã tiếp đón Diêm Trường tử tế. Vì Trương Bảo Cao thích một thương gia mạnh mẽ như Diêm Trường nên Trương Bảo Cao đã coi ông ấy như một vị khách danh dự mà không nghi ngờ gì. Vào tháng 11 năm 846, Trương Bảo Cao ngồi uống rượu với Diêm Trường trong 1 căn phòng chỉ có hai người và rất vui vẻ. Cuối cùng, khi Trương Bảo Cao say khướt, Diêm Trường đã lấy thanh kiếm từ Trương Bảo Cao và cắt cổ Trương Bảo Cao. Năm đó Trương Bảo Cao thọ 59 tuổi. Diêm Trường nhanh chóng trổn khỏi trụ sở chính của Thanh Hải.
Có nhiều nguyên nhân dẫn đến vụ ám sát Trương Bảo Cao. Chủ yếu là giới quý tộc muốn gạt bỏ thế lực và ảnh hưởng của Trương Bảo Cao; ngoài ra các thương đoàn nhỏ bị mất quyền lợi ở bờ biển Tây Nam, nhất là mất đi các lợi nhuận từ vụ buôn nô lệ.
Tuy nhiên, cuốn sách lịch sử Nhật Bản, Tục Nhật Bản Hậu kỷ (續日本後紀) cho biết ngày mất của Trương Bảo Cao là 841, khi đó Trương Bảo Cao thọ 54 tuổi. Năm 851, đồn trú Thanh Hải trấn (Cheonghaejin) và quân đội đồn trú ở đó bị giải tán. Vị trí chôn cất của Trương Bảo Cao hiện vẫn chưa được tìm thấy.

## Các đánh giá của lịch sử về Trương Bảo Cao
Đánh giá đầu tiên về Trương Bảo Cao là nhà thơ Đỗ Mục (803 - 852) đời nhà Đường Trung Quốc trong tác phẩm Phàn Xuyên văn tập. Tác phẩm này Đỗ Mục viết lúc Trương Bảo Cao đang sống, nên nó được xem là gần với sự thực nhất. Đỗ Mục so sánh Trương Bảo Cao với nhân vật Quách Phần Dương, một phụ tá tài ba của An Lộc Sơn. Ông khen ngợi Trương Bảo Cao thông minh, tài trí và là một bậc kiệt xuất của phương Đông. Điều này cho thấy Trương Bảo Cao là người Tân La nổi tiếng và được trọng vọng tại Trung Quốc đời Đường.
Tân Đường thư khen Trương Bảo Cao là bậc lỗi lạc, giống như quan đại phu Kỳ Hề của đời Tấn (266 - 420) và Quách Phần Dương đời Đường (618 - 907).
Kim Boo-sik (Kim Phú Thức) viết trong Tam quốc sử ký rằng nếu không nhờ sử sách của Trung Quốc ghi chép thì người ta sẽ không biết được sự lỗi lạc của tướng Ất Chi Văn Đức (Ulji Mun-deok) và Trương Bảo Cao (Jang Bogo).
Giáo sư Edwin O. Reichauer của Đại học Harvard University, từng làm Đại sứ Mỹ tại Nhật Bản, đã gọi Trương Bảo Cao là "ông vua kinh doanh của vương quốc thương mại đường biển" (The Trade Prince of the Maritime Commercial Empire).
Gần đây giới trí thức của Hàn Quốc cho rằng hầu hết các quốc gia hùng cường trong lịch sử thế giới đều là các nước mạnh về hàng hải và khống chế được đại dương. Trương Bảo Cao được đánh giá lại là người tiền phong đã nhìn thấy tầm quan trọng của thương mại bằng đường biển.
Giáo sư Kim Sang-gi (Kim Tường Cơ) của Hàn Quốc ca ngợi Trương Bảo Cao là người tạo lập vương quốc biển và chứng thực câu nói danh tiếng: "Ai khống chế được biển thì sẽ khống chế được thế giới.".

## Gia quyến
- Cha: Trương Bá Dực (장백익, 張伯翼)
- Vợ: Phác thị (박씨, 朴氏)
- Con cái:
  - Trương Nghĩa Anh (장의영, 張義英), cô đã từng được đề nghị trở thành tức phụ của vua Tân La Thần Vũ Vương và là hoàng hậu của vua Tân La Văn Thánh Vương nhưng đã bị từ chối.
  - Trương Huệ Anh (장혜영, 張惠英), cô được gả cho Kim Thành Hải (김성해, 金成海) của gia tộc Kim Hải Kim Thị (김해 김씨, 金海 金氏).
  - Một người con trai họ Trương chưa rõ tên, tổ tiên của người dẫn chương trình truyền hình Mỹ là David Chang (Trương Tích Hạo, 장석호, 张锡浩)
- Con rể:
  - Kim Thành Hải (김성해, 金成海),[13][14] là chồng của Trương Huệ Anh, con rể của Trương Bảo Cao
- Cháu ngoại:
  - Kim Đĩnh Triết (김정철, 金挺喆), là con trai của Kim Thành Hải và Trương Huệ Anh[15]

## Trong Shaman giáo Hàn Quốc và thần thoại Hàn Quốc
Trương Bảo Cao (Jang Bogo) được tôn thờ như một vị thần sau khi ông qua đời, đặc biệt là trên hòn đảo nhỏ Jangdo thuộc Wando (Thanh Hải trấn ngày xưa). Ngôi đền Shaman giáo trên đảo thờ "Tống đại tướng quân"; tuy nhiên, theo người dân trên đảo, "Tống đại tướng quân" là một danh hiệu của Trương Bảo Cao.
Có một thần thoại về Trương Bảo Cao ("Trương tướng quân") và "Kim tướng quân", con rể Kim Thành Hải của Trương Bảo Cao, được kể lại trong vùng.
Kim tướng quân, con rể của Trương tướng quân, sống ở thung lũng Eomnamut. Một ngày nọ, anh và Trương tướng quân có một cuộc thi; ai là người đầu tiên có thể giương cờ trên vách đá phía đông đó? Trương Bảo Cao biến thành chim trĩ đực và bay đến mỏm đá, nhưng Kim tướng quân đã biến thành chim ưng, đi giết và ăn thịt Trương tướng quân dưới hình dạng một con gà lôi. Vì vậy, mỏm đá vẫn được gọi là Kattturiyeo (gà lôi đực mỏm đá).

### Trạm Trương Bảo Cao

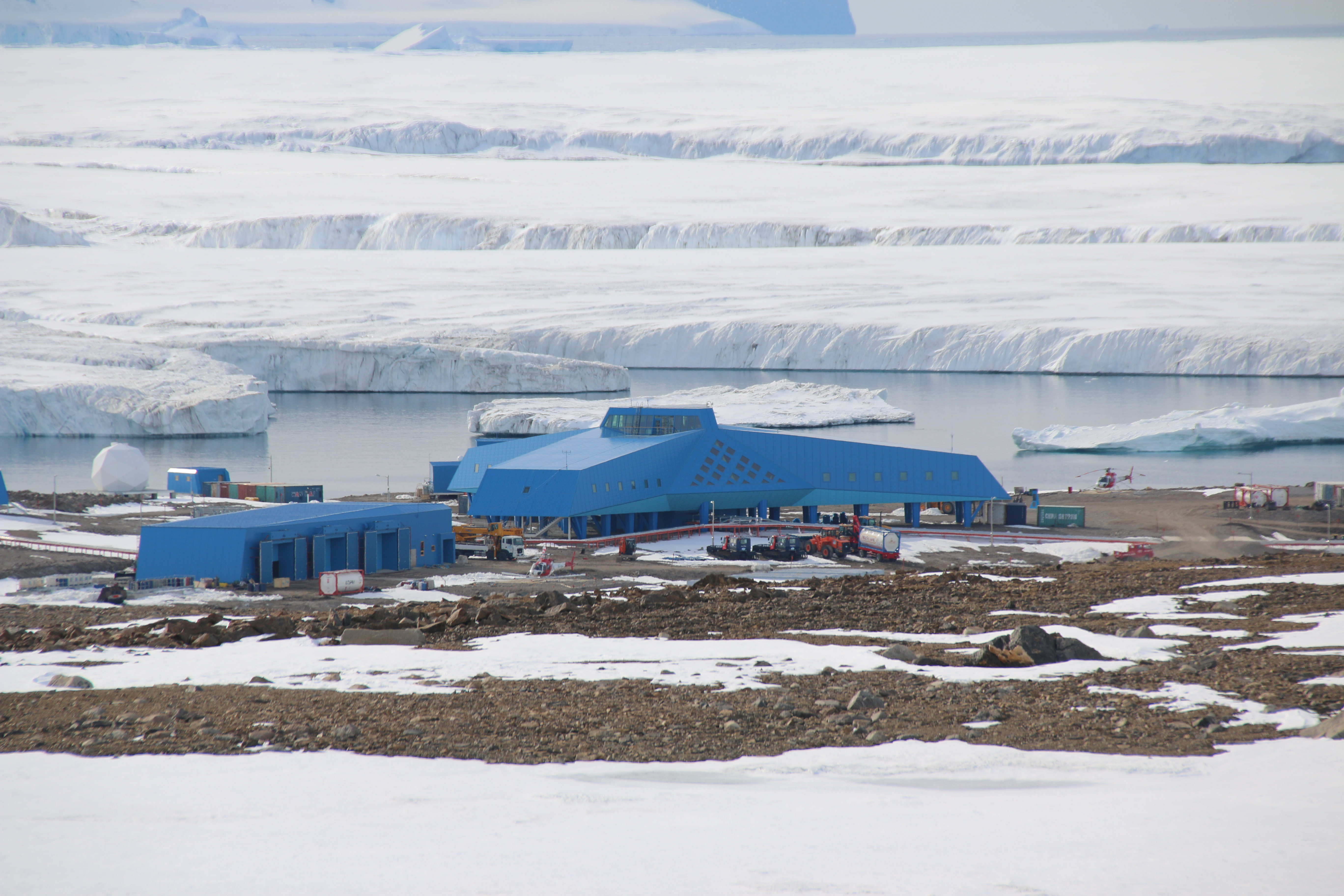
Jang Bogo Station của Hàn Quốc nhìn từ sườn núi phía nam vào tháng 1 năm 2017

## Tưởng niệm và vinh danh

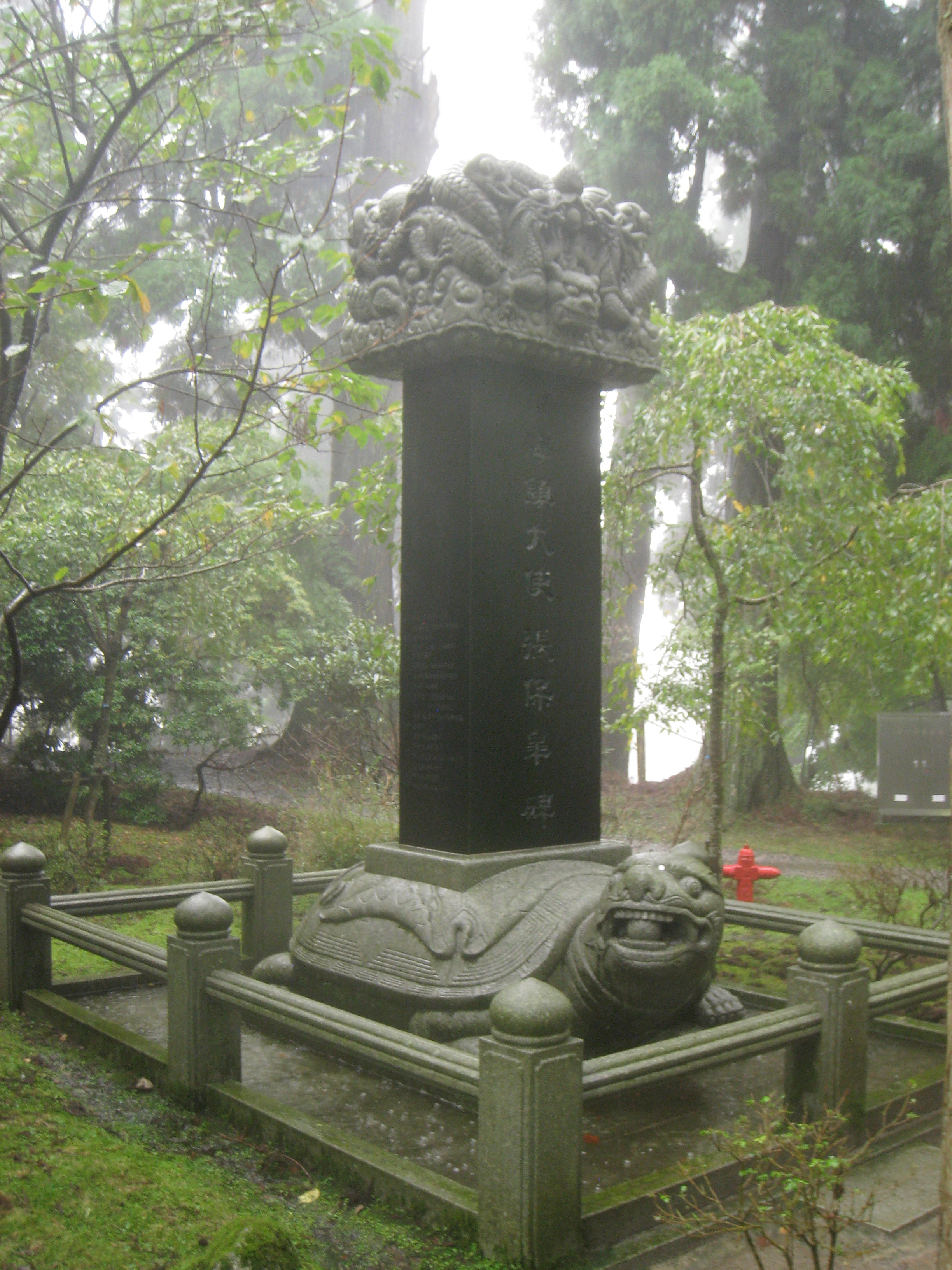
Bia đá tưởng niệm Trương Bảo Cao (Jang Bogo) ở ngôi chùa Enryaku-ji (ngôi chùa mà nhà sư Nhật Bản Ennin từng trở thành trụ trì vào thế kỷ thứ 9) trên núi Hiei (Hieizan) gần Kyoto, Nhật Bản

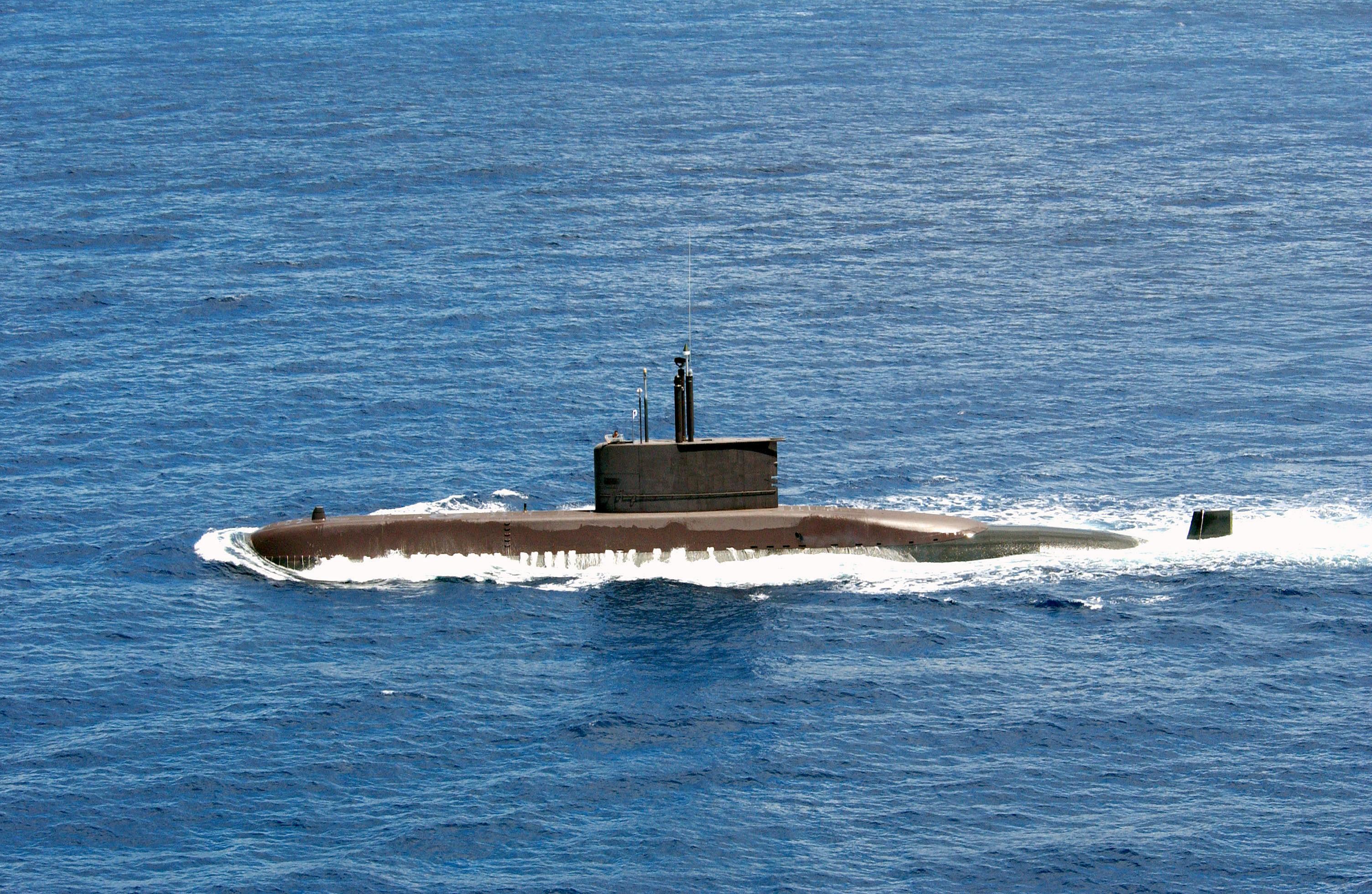
Chiếc tàu ngầm Type 209 submarine đầu tiên của Hải quân Hàn Quốc được đặt tên là "Đô đốc Chang Bogo" (Admiral Chang Bogo) để vinh danh Trương Bảo Cao